# ادلس
ادلس (به عربی: أدلس) یک شهرداری در الجزایر است که در Tazrouk District واقع شده‌است. ادلس ۵۴٬۱۲۵ کیلومتر مربع مساحت و ۴٬۹۴۵ نفر جمعیت دارد و ۱٬۳۹۹ متر بالاتر از سطح دریا واقع شده‌است.